# Eddeboe
Eddeboe (verkürzt auch: Eddebo) ist der Name einer abgegangenen Burganlage, die in der westlichen Marienhölzung bei Flensburg, auf dem Junkerplatz, gelegen hat sowie einer vermuteten zweiten, welche unweit auf dem sogenannten Brandplatz gelegen haben dürfte, wobei diese zweite Burganlage die ältere sein dürfte. So ist es aufgrund der gleichen Benennung nicht immer gleich klar, welche Eddeboe gemeint ist.
Der Name Eddeboe kann wörtlich mit Burg (= boe) des Geschlechts (= Edde) übersetzt werden. Der Name bedeutet somit Stammburg. Sie diente jeweils als Adelssitz. Das Burggelände, das in der Vergangenheit nicht direkt zu Flensburg gehörte, gehört heute als Teil der Marienhölzung zum Stadtteil Westliche Höhe.

## Die Eddeboe auf dem Brandplatz

### Lage und Gestalt
Diese Überreste der vermutlich älteren Eddeboe liegen auf einer 45,2 Meter hohen Anhöhe. Sie hatte offensichtlich eine fast rechteckige Gestalt von ungefähr 45 mal 70 Metern. Auf der nord- bis südöstlichen Seite des Platzes befindet sich eine grabenartige Vertiefung. In dieser Vertiefung fließt ein Bach. Auf der südwestlichen Seite befindet sich ein kleines Feuchtgebiet. Die kleine Burg war vermutlich von fast allen Seiten von Wasser umgeben, so dass es sich offenbar um eine kleine Wasserburg handelte. Der erhaltene Rest der Wehranlage soll Ähnlichkeit zu vielen anderen Wasserburganlagen haben, wie sie im östlichen Kreis Flensburgs vorkommen und welche vom einheimischen Heermannenadel oder auch den später nach Norden vorgedrungenen holsteinischen Rittern stammten.

### Sagenstoff um die fünf bösen Burgherren
Diese Wasserburg scheint bei den überlieferten Sagen eines besonders wilden Ritters auf Eddeboe gemeint zu sein, der, wie vermutet wird, vor dem Jahr 1200 lebte. Der folgende Sagenstoff wird mal kürzer und mal länger erzählt und beschrieben:
Es heißt, dass Flensburg in alten Zeiten, Jahre nach seiner Gründung, um Einwohner zunahm und das Nahrungsangebot sich dank seiner tüchtigen Kaufleute, Handwerker und Schiffer verbesserte. Durch den Handel seien zwar einige Verluste, aber vielfache Gewinne entstanden. Doch außerhalb der Stadt, rundherum um sie verteilt, hatten fünf Edelleute ihre Burgen. Einer hauste auf dem Kopperbarg, der zweite auf Hoenborg beim Weinberg, wozu Tießlund und der Teich Strucksdamm gehörte, einer bei Blackmöhle, einer auf Eddeboe in der Marienhölzung und ein fünfter zu Flensbeck bei Mordbeck. Die Edelleute waren neidisch auf den Reichtum der Flensburger und gaben der Begierde nach. Trieben die Flensburger ihr Vieh auf die Weiden außerhalb der Stadt, so raubten die Ritter sie aus. Kamen reisende Kaufleute, um mit den Flensburgern zu handeln, so raubten sie sie aus, nahmen ihnen das Geld, ihre Waren, und selbst die Kleider weg. Nur ganz selten kamen Reisende unbeschadet davon. Doch die schlimmsten Dinge wurden über den wilden Ritter der Eddeboe berichtet. Er raubte die Mädchen, schändete sie und keines kehrte mehr zu den Eltern zurück. Eine ganze Weile litten die Flensburger schon unter diesem Joch, aber das Problem sollte gelöst werden. Dreierlei Behauptungen gibt es aber dazu nun. Zum einen, dass der König mit den fünf Edelleuten verhandelt habe und sie mit 24.000 Mark Feinsilber ausgekauft habe, eine Summe, die die Flensburger selbst nicht hätten aufbringen können. Es wird jedoch auch behauptet, es seien die selbstbewussten Flensburger gewesen, die sich zusammenschlossen und des Nachts die Burgen überfielen, das zuletzt geraubte Vieh zurückholten, die Ritter töteten und die Burgen niederbrannten. Zum Ritter der Eddeboe, der es besonders schlimm getrieben hatte, gibt es aber auch die Sage, dass seine Burg in einer dunklen Nacht mit all ihren Bewohnern „versunken“ sei. Nur ein Fräulein, welches sich nichts hatte zu Schulden kommen lassen, sei entkommen. Wie auch immer es genau geschah, mit Billigung des Königs oder ohne, die Ritter waren auf die eine oder andere Art verschwunden und die Stadt war dem König auf die eine oder andere Weise etwas schuldig. So musste die Stadt die Wassermühle an der Hafenspitze an den König abgeben und hatte ihm eine jährliche Summe zu zahlen. Das Land der Edelleute hatte aber die Stadt erhalten, weshalb Flensburg danach ein sehr großes, unbebautes Stadtfeld besaß. Wobei zur Marienhölzung auch überliefert ist, dass das Fräulein, welches überlebt hatte, den Wald an die Kirche verschenkte.

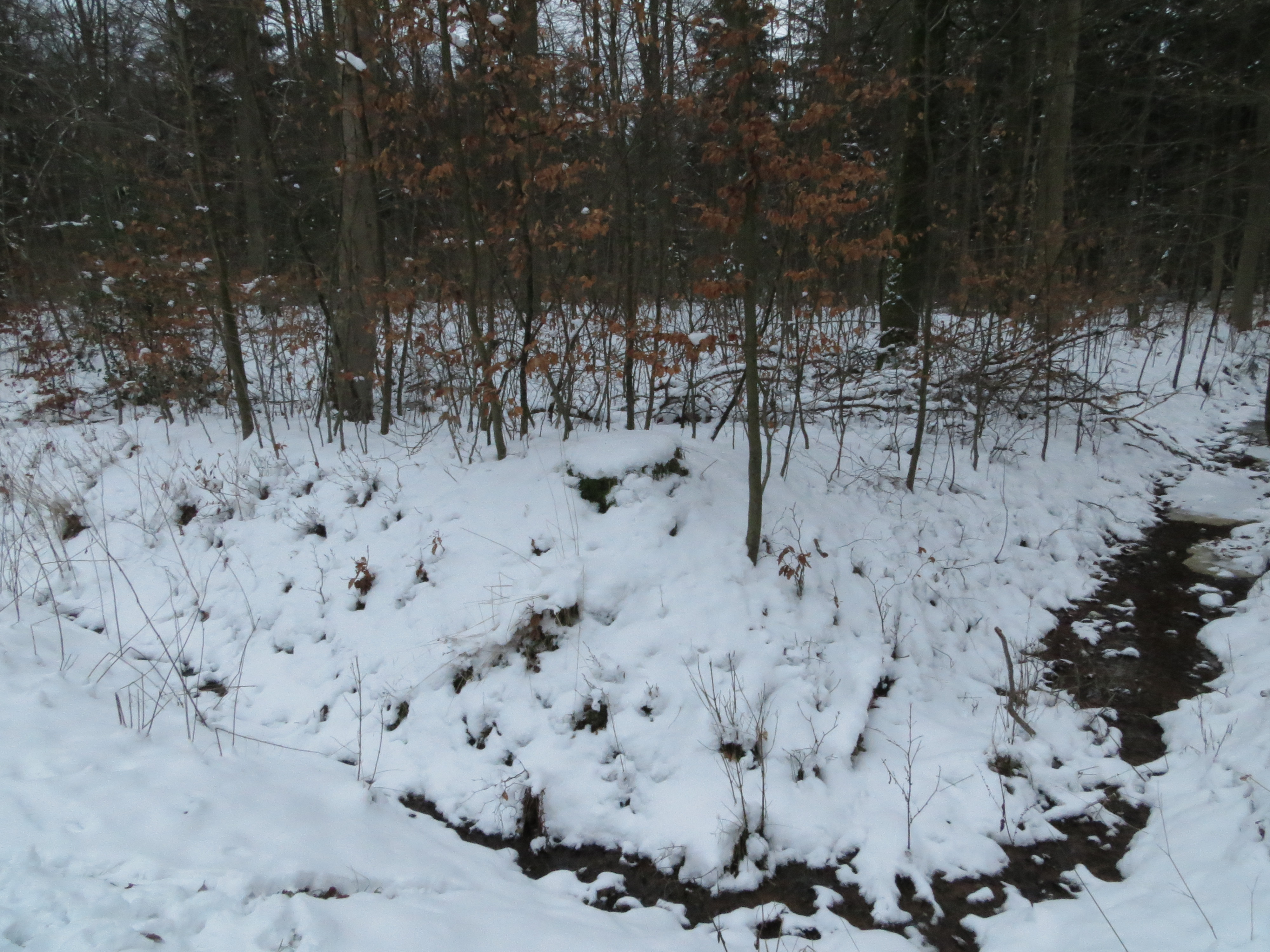
Wasserburgrest, ein leichter Wall mit Wassergraben beim Brandplatz

Zur Eddeboe wurde aber noch weiter überliefert, dass an der Stelle, wo sie stand ein See, der Jungfernsee, ihren Platz eingenommen habe. In diesem könne man mittags bei Sonnenschein noch die Turmspitzen der Burg erkennen und mehrfach habe man auch Glockentöne aus dem Wasser vernommen. Aber um Mitternacht heißt es, tanzen die Jungfrauen, die vom bösen Ritter einst entführt und entehrt wurden, in langen weißen Gewändern um den See herum. Mit leiser, klagender Stimme singen sie traurige Weisen.

### Hintergrund des Sagenstoffes
Es wird angenommen, dass der Sagenkomplex vom Kampf der Flensburger Bürger gegen die fünf Edelleute auf alte mündliche Traditionen mit realen geschichtlichen Hintergründen zurückgeht und erst später aufgezeichnet wurde. Die Örtlichkeiten der genannten Burgen sind teilweise heute noch feststellbar und im Falle der Eddeboe noch gut erkennbar. Der Kopperbarg, offenbar ein Berg, lag, wie man annimmt, im südlichen St. Johannisfeld, bei Kleintastrup. Die Hoenborg lag vermutlich im St. Nikolaifeld, beim besagten Weinberg, dessen Position heute noch bestimmbar ist. Er lag im Stadtteil Weiche im Stiftungsland Schäferhaus. Die erwähnten zugehörigen Ländereien Tießlund und der Strucksdamm sind ebenfalls noch bestimmbar, nach ihnen wurde jeweils eine Straße benannt. Tießlund soll in der Nähe des Friedenshügels gelegen haben, auch wenn die Straße Tiesholz, eine Variante des Namens Tießlund, von dort etwas weiter entfernt liegt, nämlich im Stadtteil Südstadt (Rude). Der Name Tieslund, genauso wie Tießholz, bedeutet Wald des Ties. Beim Strucksdamm handelte es sich im Übrigen um einen Fischteich. „Damm“ bedeutet so auch „aufgestauter Teich“. Die Lage von Blackmöhle, Möhle steht für Mühle, ist unbekannt. Vermutet wird, dass es sich bei der Mühle um eine Wassermühle handelte, welche die älteste Mühle der Stadt darstellte. Die Eddeboe lag, wie beschrieben, im St. Marienfeld. Im 20. Jahrhundert wurde der Brandplatz, mit seiner Lage nahe dem Junkerplatz, von Jakob Röschmann identifiziert. Er stellte auch fest, dass damit zwei Burgen den Namen Eddeboe trugen. Die fünfte Burg zu Flensbeck bei Mordbeck, lag wohl im Ramsharder Feld, wobei die genaue Lage nicht bekannt ist. Sie wird aber bei der Bau'er Landstraße beim Lachsbach (der früher Moorbeck bzw. Moorbach hieß) vermutet.
Hinsichtlich des mehr als märchenhaften Jungfernsees ist zu erwähnen, dass unzählige kleine Bäche durch die Marienhölzung fließen. Neben dem schon erwähnten Feuchtgebiet, sind noch weitere Feuchtgebiete, der Schwanenteich und das Wolfsmoor, ein relativ sumpfiger See, in der Marienhölzung zu finden. Der idyllische Schwanenteich wird hierbei offenbar gerne mit dem Jungfernsee verknüpft.
Somit lag zumindest jeweils eine Burg in einem der vier Stadtfelder, womit die Burgen tatsächlich rundum die Stadt verteilt waren. Tatsächlich dürfte es einen Gegensatz zwischen den Bürgern Flensburgs und den Bauern außerhalb der Stadt gegeben haben, nämlich als die aufblühende Handelsstadt, wie auch andere Städte, danach strebte, ganz alleine das Recht zum Handeln zu besitzen und damit die Bauern in ihrem Handeln beschnitt, womit die Stadt auf Widerstand gestoßen sein dürfte. Reichen Bauern, welche das Geld für die Bewaffnung aufbringen konnten, wurde aufgrund der dänischen Heeresverfassung eine adlige Eigenschaft zugesprochen, da es ihnen möglich war an Feldzügen teilzunehmen. Bei den Edelleuten und ihrer Sippschaft dürfte es sich somit um fünf wohlhabende Bauern und Handelsgeschlechter gehandelt haben. Der Sagenkomplex könnte diesen Konflikt widerspiegeln. Der Konflikt könnte somit in frühmittelalterlichen Zeiten ausgetragen worden sein.
Der Sagenstoff wird immer wieder publiziert und gerät so nicht in Vergessenheit, wobei der historische Hintergrund zur Eddeboe dabei häufig nicht deutlich wird. Eine besonders stark überarbeitete Fassung von Reinhard Thomas erschien unter dem Titel: Der Jungfernsee in der MoinMoin vom Februar 1979.

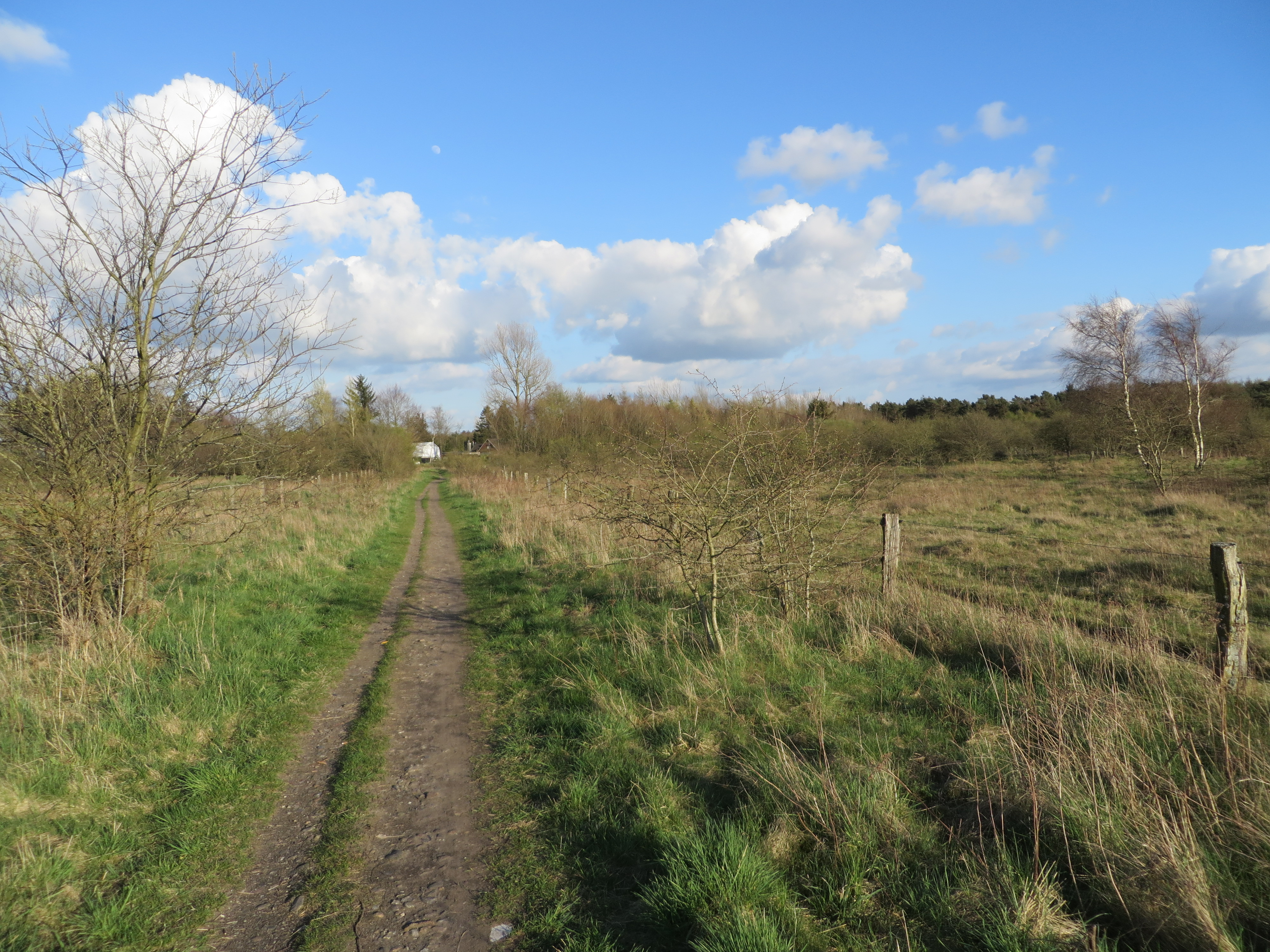
Ungefähre Position vom Weinberg wo die Hoenborg sich befunden haben soll
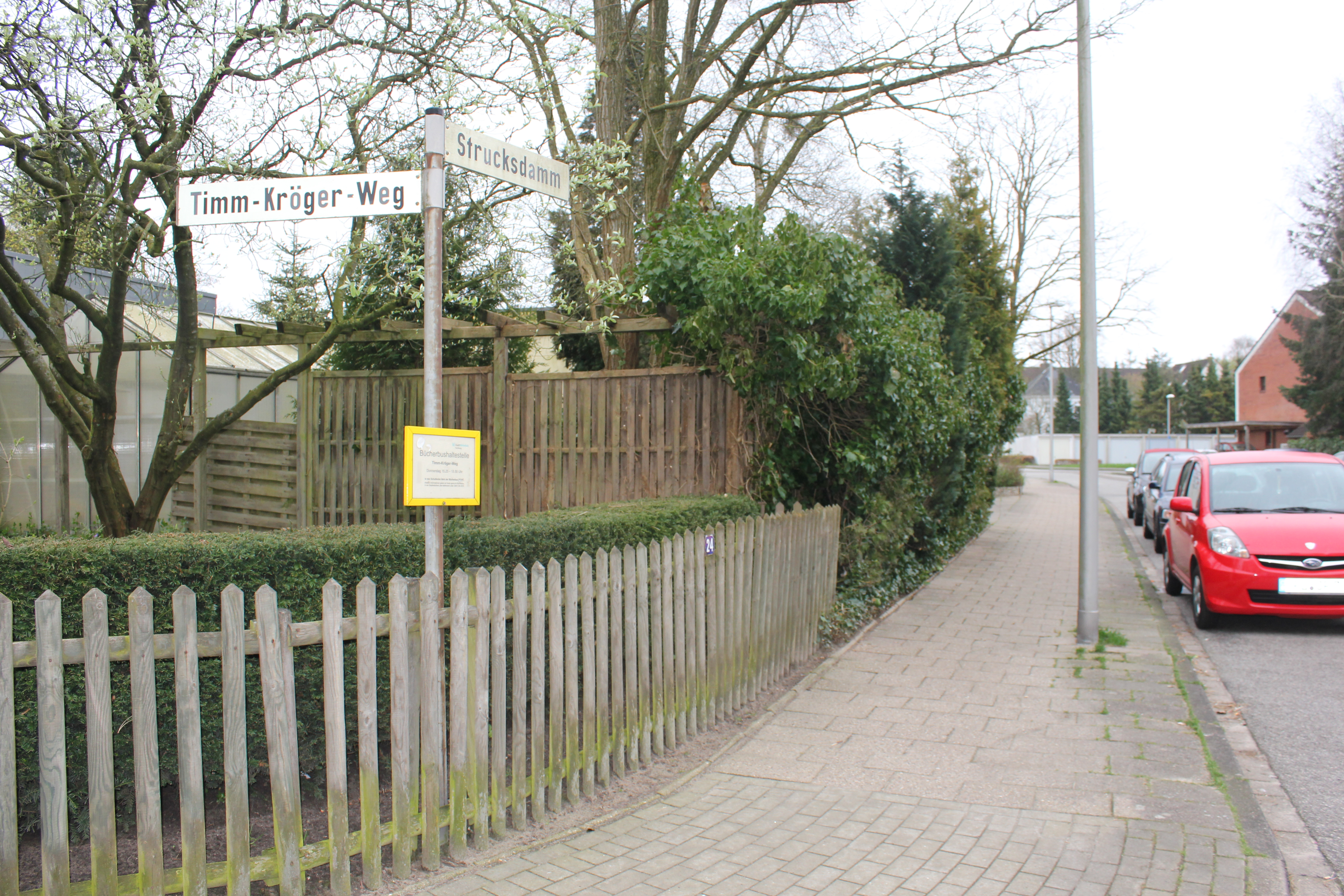
Die Straße Strucksdamm
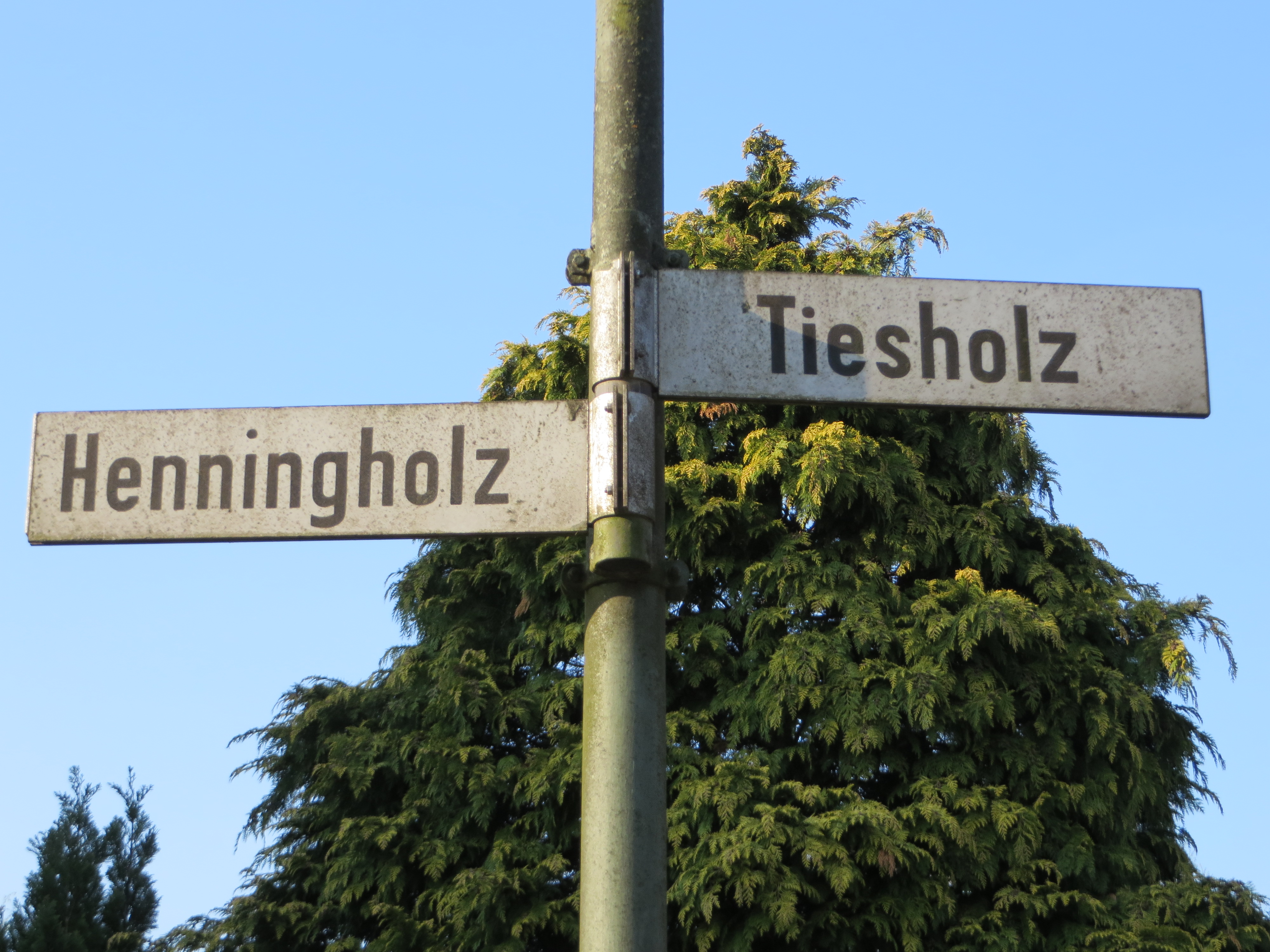
Der Straßenname Tiesholz, bedeutet genauso wie Tieslund: Wald des Ties.
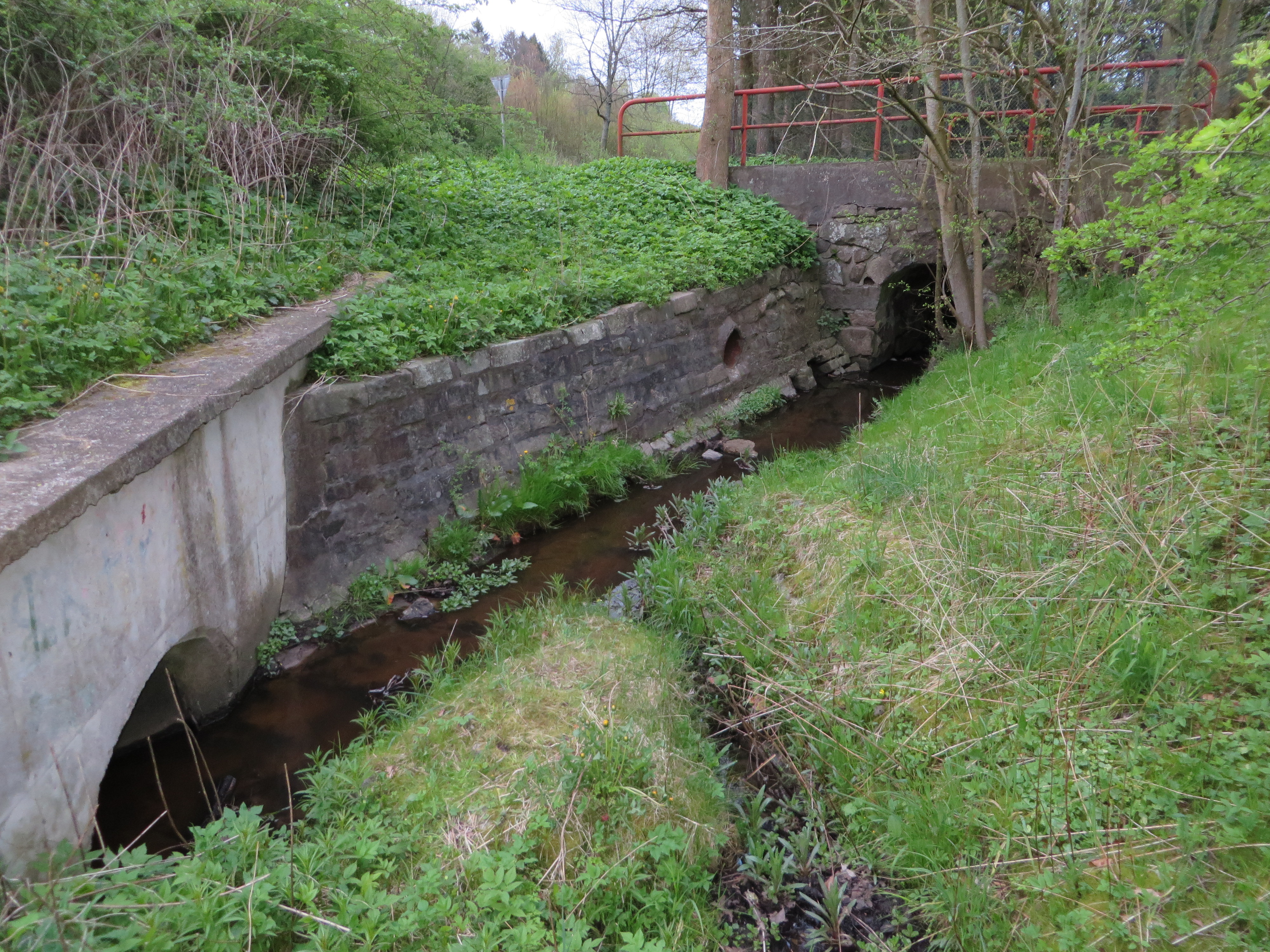
Der Lachsbach bei der Bau'er Landstraße, wo in der Nähe die Burg zu Flensbeck bei Mordbeck vermutet wird
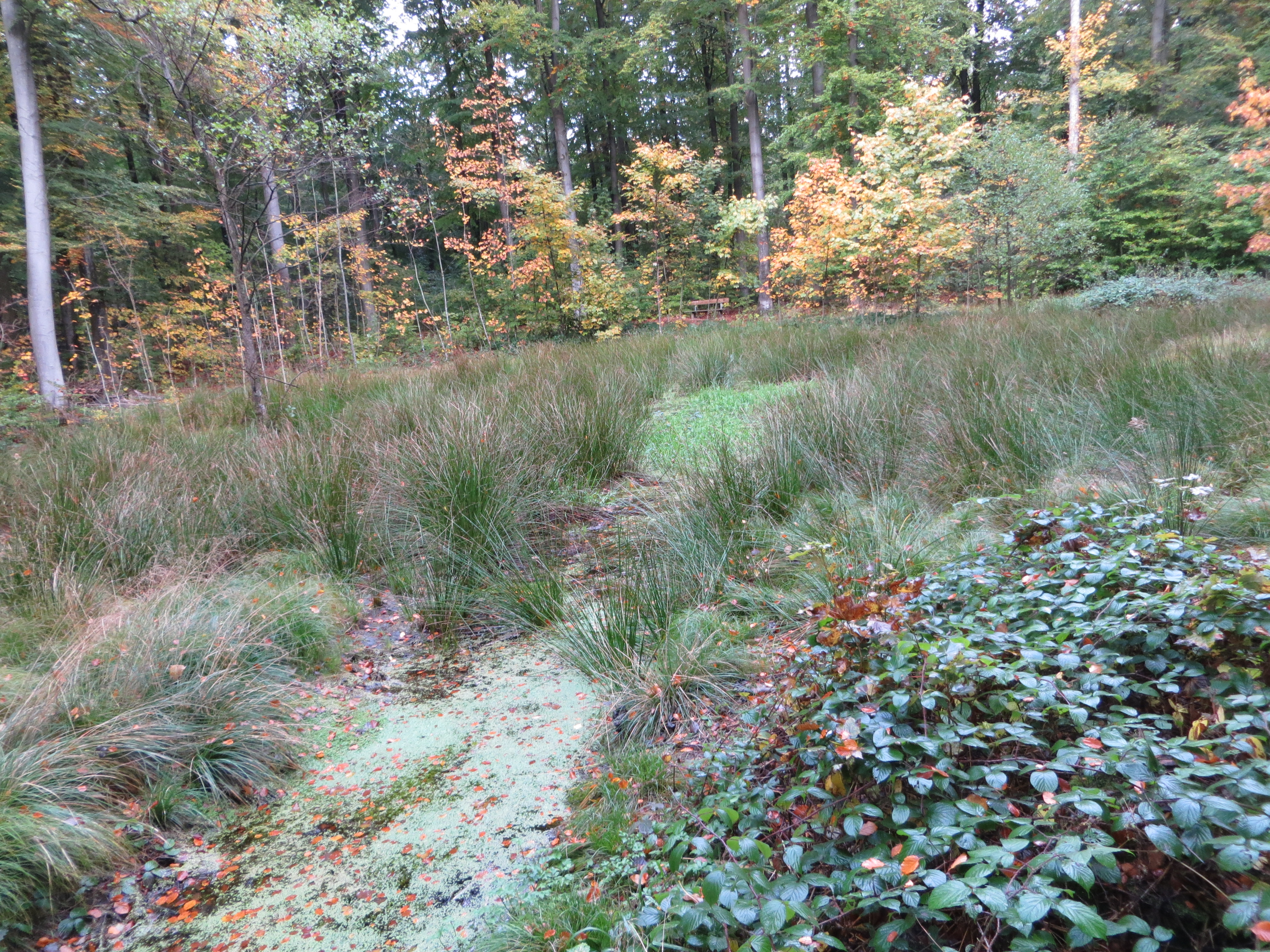
Das Feuchtgebiet zwischen Brandplatz und Junkerplatz
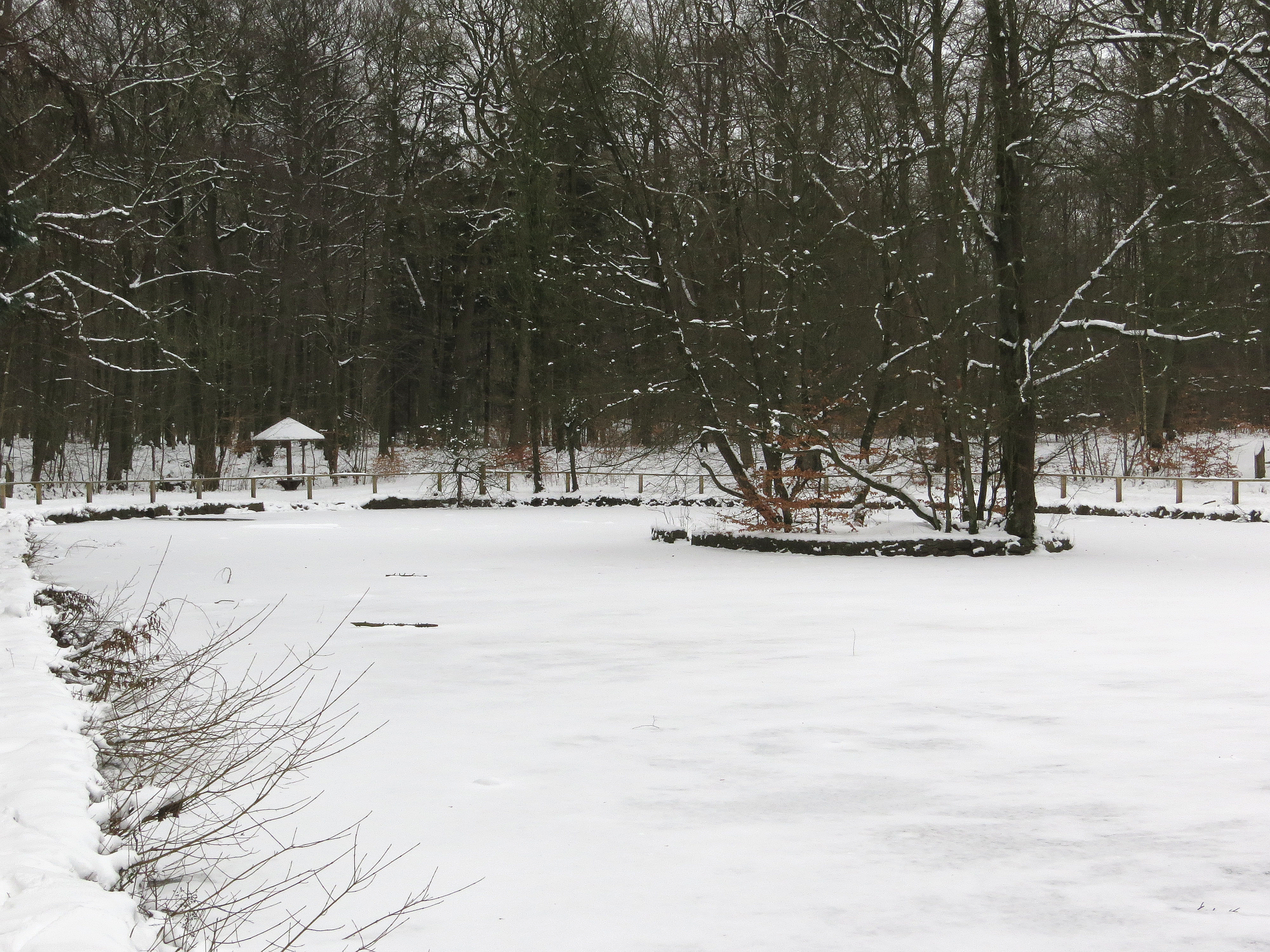
Der Schwanenteich im Winter

## Die Eddeboe auf dem Junkerplatz

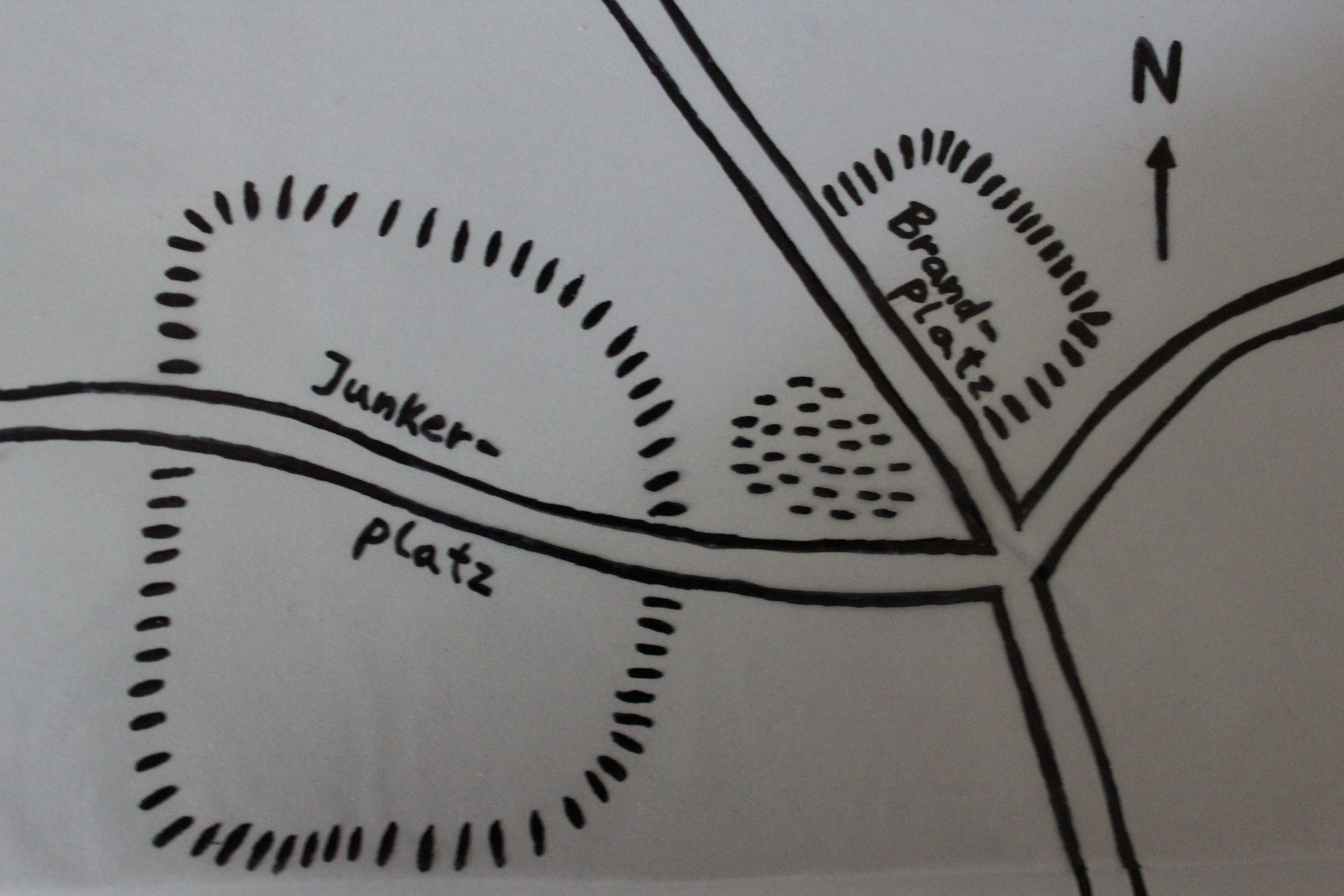
Im Westen liegt der Junkerplatz und im Osten am Weg der Brandplatz, dazwischen liegt ein Feuchtgebiet.

### Lage und Gestalt
Die jüngere Eddeboe liegt ungefähr 100 Meter westlich von der älteren. Sie hatte ebenfalls eine rechteckige Gestalt, war aber größer als ihr Vorgängerbau. Sie nahm eine Fläche von ungefähr 130 mal 150 Metern ein und ist noch heute deutlich anhand ihrer Wälle und Gräben zu erkennen. Der Junkerplatz wird von den Resten eines Walls umschlossen, der zum Teil noch eine Höhe von bis 2 Metern und eine Breite von 4 Metern besitzt. Die Überreste des umlaufenden Grabens vor dem Wallrest haben eine Breite von 6 bis 10 Metern und eine Tiefe von 2 Metern, sodass es oben vom Wall zur Grabenseite insgesamt 4 Meter abwärtsgeht.
Möglicherweise war die Eddeboe auf dem Junkerplatz eine Turmhügelburg, doch ein dazugehöriger Turmhügel ist an der heutigen Geländeformation nicht mehr feststellbar.

### Geschichte des Junkerplatzes

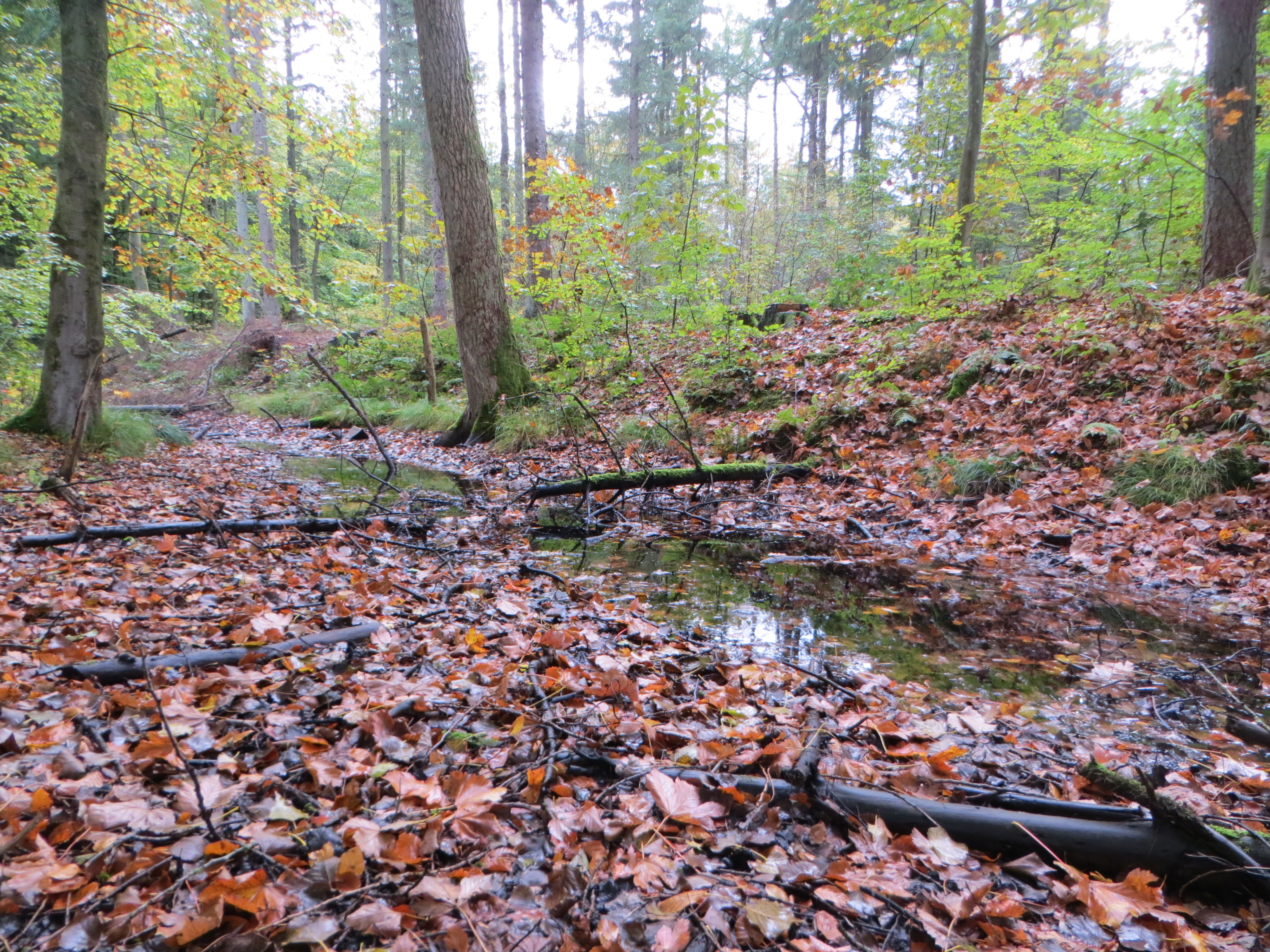
Wall der Eddeboe auf dem Junkerplatz

Die Eddeboe gehörte wohl im 14. Jahrhundert der adligen Familie Jul (Juel). Gleichzeitig besaß diese offenbar die umliegende Marienhölzung, wo sie auch Ackerflächen besaß. Der Familie der Juls gehörte zudem auch der Hof Flenstoft, an dessen Stelle später die Duburg errichtet wurde. Das Adelsgeschlecht der Juls stellte um 1400 mehrfach Flensburger Bürgermeister. Später stifteten die Nachfahren der Familie Jul der Kirche die Marienhölzung. 1401 soll ein Detmar von Gatme der Besitzer der Eddeboe gewesen sein.
Wie lange die Eddeboe genutzt wurde und funktionsfähig war, ist unbekannt. Doch überliefert ist, dass der Junkerplatz im Jahre 1603, zur Befreiung von Steinen und Mauerresten, umgepflügt wurde. Ob und wenn welchen Nutzen die jüngere Eddeboe für die Flensburger Stadtbefestigung gehabt haben könnte ist ebenso unklar.

## Wartung des Komplexes
Der Eddeboe-Komplex gehört zu den archäologischen Kulturdenkmalen der Stadt Flensburg. Er wird vom Technischen Betriebszentrum (TBZ) gewartet. Eine Informationstafel mit der Geschichte der Eddeboe, die sowohl den Brandplatz als auch den Junkerplatz mit Hilfe einer genordeten Karte erläutert, befindet sich auf der Südseite des Waldweges, was dazu führt, dass Besucher, von der Tafel nach Süden aufschauen und dort irrtümlich die nördliche Richtung vermuten und sie die Karte falsch deuten. Auch die restliche Beschilderung ist etwas verwirrend. Die ausgeschilderte Ritterrunde führt über den Junkerplatz, nicht aber über den Brandplatz. An der südöstlichen Ecke des Junkerplatzes befindet sich mit Sicht nach Norden, ein Hochstand, von dem ein Teil des Platzes überblickt werden kann.

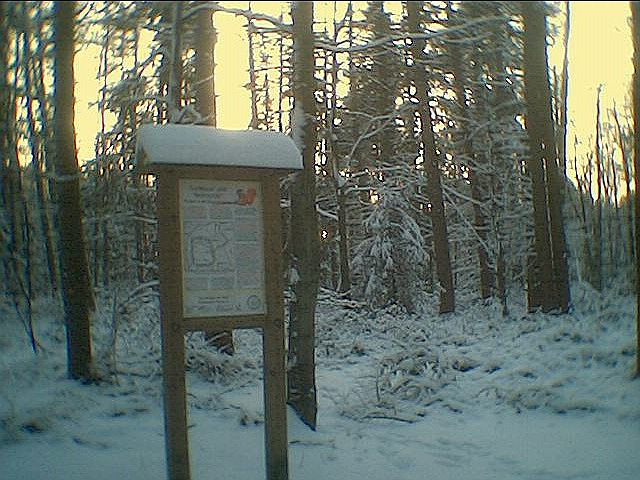
Die Informationstafel zur Eddeboe
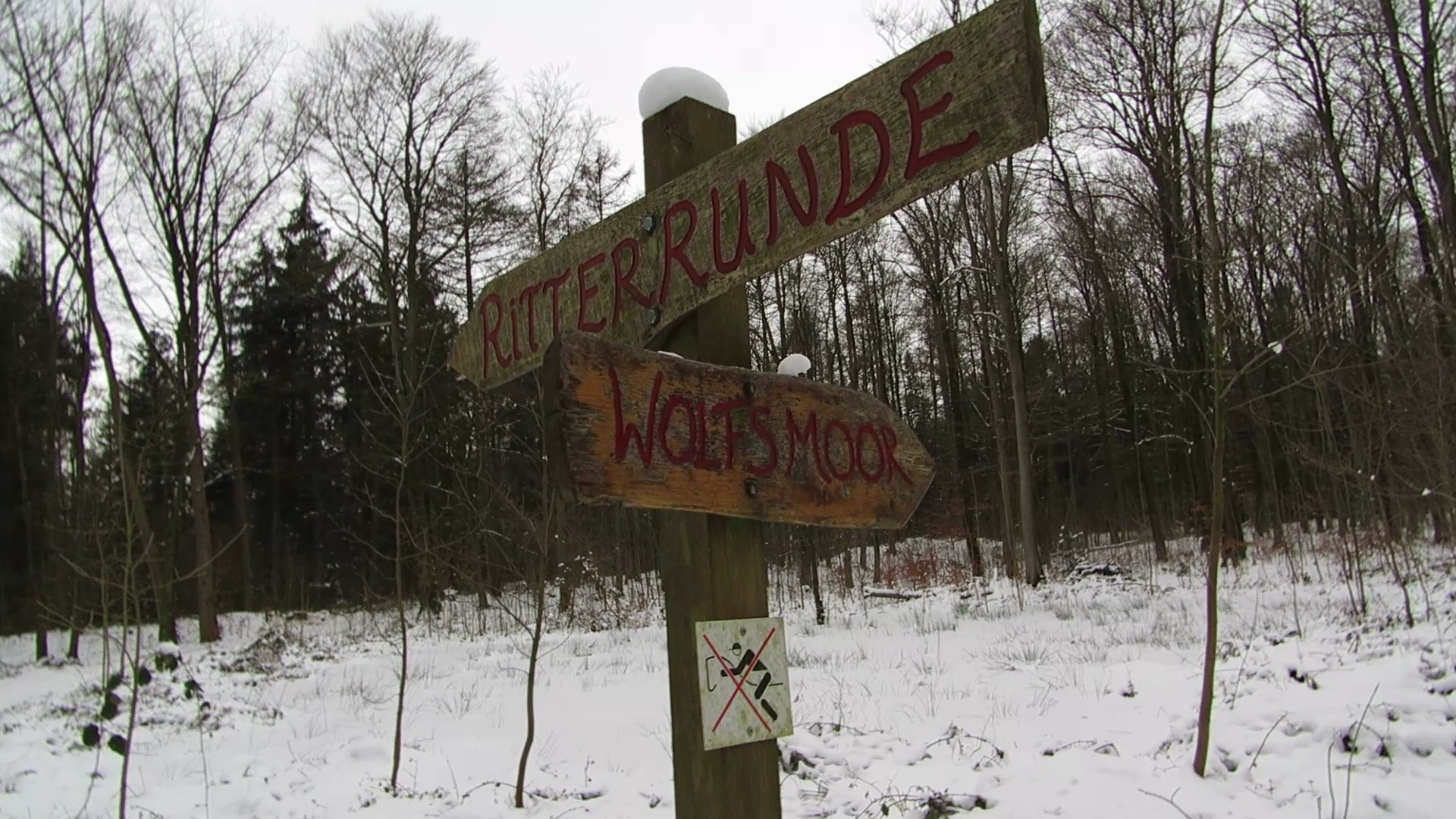
Die Ausschilderung zur Ritterrunde und zum Wolfsmoor ignoriert die Eddeboe auf dem Brandplatz.
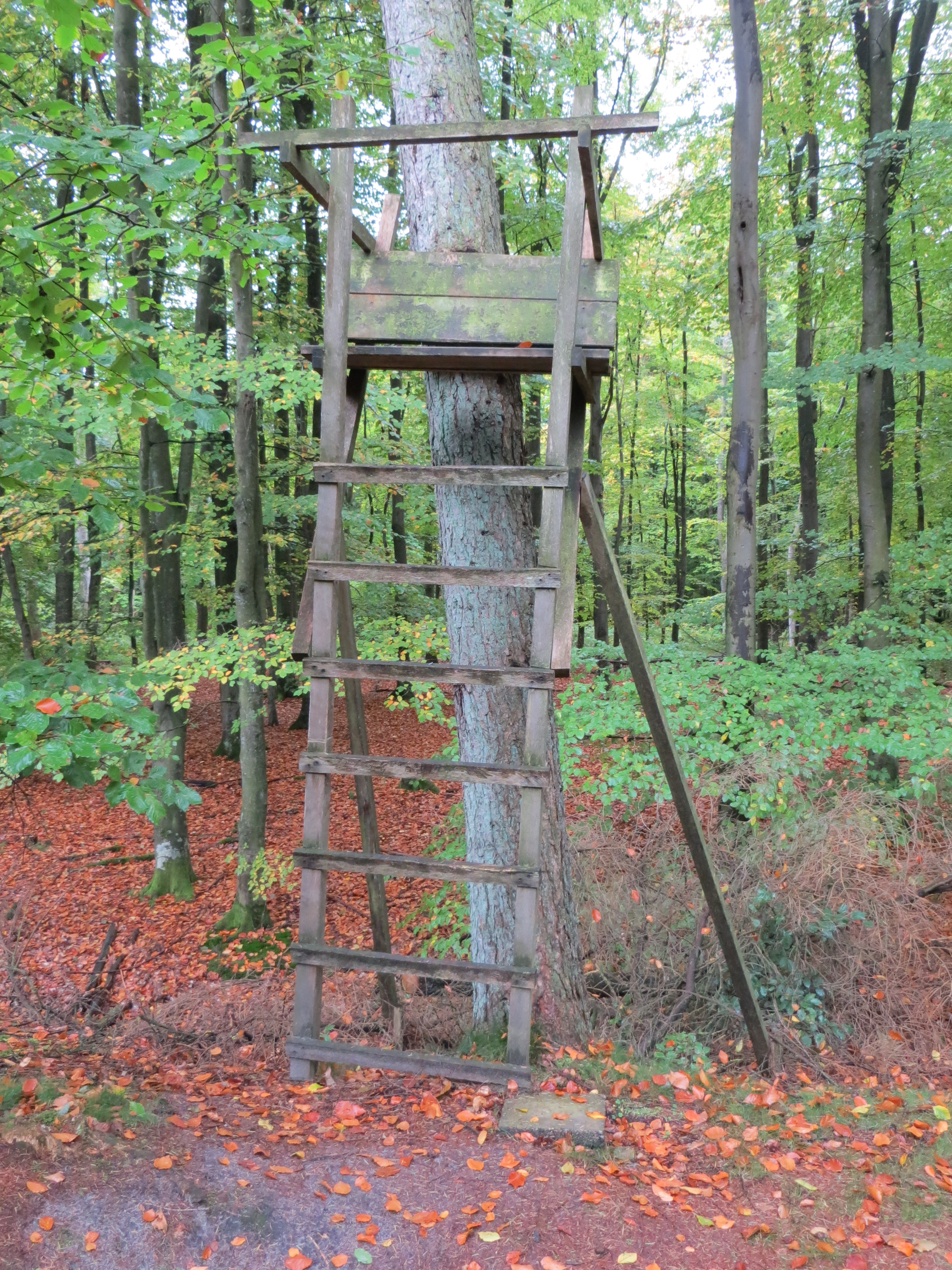
Der Hochsitz bei der Eddeboe auf dem Junkerplatz